# Mary Arundell (hofdame)
Mary Arundell, grevinde af Arundel (død enten 20. eller 21. oktober 1557), var en engelsk hofdame. Hun blev født som det eneste barn af Sir John Arundell (1474 – 1545) af Lanherne, Cornwall, af hans anden kone, Katherine Grenville. Hun var en adelskvinde ved hoffet under kong Henry VIII 's regeringstid og arbejdede under to af Henry VIII's dronninger, samt kongens datter, prinsesse Maria, den senere dronning Maria 1. af England.

## Familie
Mary Arundell var det eneste barn født i ægteskabet mellem Sir John Arundell (c.1474 - 8. februar 1545) af Lanherne, Cornwall, og hans anden kone, Katherine Grenville (født imellem 1489 og 1493), der var en af Sir Thomas Grenvilles (d. 1513) døtre. 
Mary Arundells far, Sir John Arundell (d. 1545), var søn og arving af Sir Thomas Arundell (c. 1452–1485) og hans kone Katherine Dynham, en af de fire søstre til, og samarvinger af, John Dynham, 1. baron Dynham (ca. 1433 - 1501). Sir John Arundell blev udnævnt til ridder af Bath, da den kommende kong Henry VIII blev erklæret hertug af York i 1494. Sir John Arundell led nogle af tropperne mod Cornish-oprørerne i 1497 og i Frankrig i 1513. Han blev udnævnt til dommer i Cornwall i 1509, og tjente i flere kommissioner igennem sit liv. I 1539 blev han udnævnt til Council of the West, som skulle administrere fire af de vestlige områder i England, Cornwall, Devonshire, Dorset og Somerset.
Sir John Arundells første ægteskab var med Eleanor Gray (død ca. 1503),  datter af Thomas Gray, 1. markist af Dorset, af hans anden kone, Cecily Bonville, og dette ægteskab gav ham en stærk forbindelse med en familie tæt på kronen. Efter sin første kones død giftede Sir John Arundell sig ved pavelig dispensation dateret den 7. december 1503 med Katherine Grenvile (født 1489-93). 
Ved sit første ægteskab med Eleanor Gray fik Sir John Arundell to sønner og tre døtre, Mary Arundells ældre halvsøskende. Han ældste søn, og arving, var Sir John Arundell (ca. 1500–1557) af Lanherne, derudover fik parret en anden søn, Sir Thomas Arundell fra Wardour Castle (ca. 1502–1552) samt døtrene, Elizabeth Arundell (død mellem 1516 og 1524), som giftede sig med Sir Richard Edgecumbe, Jane Arundell (død 1577) og Eleanor Arundell.
Mary Arundells halvbror, Sir Thomas Arundell fra Wardour (ca. 1502–1552), giftede sig d. 20. november 1530 med Margaret Howard (ca. 1515-10. oktober 1571). Margaret Howard var ældste datter af Lord Edmund Howard og Joyce Culpeper. Margaret var storesøster til dronning Katherine Howard, som blev den femte dronning til kong Henry VIII, og var derudover kusine til kongens anden kone, dronning Anne Boleyn, igennem sin faster, Elizabeth Boleyn.

## Karriere
Mary Arundell begyndte sit arbejde ved hoffet i 1536 og tjente under mindst to af Henry VIII's dronninger, Jane Seymour og Anna af Kleve, samt kongens ældste datter, den fremtidige dronning Maria 1. af England. 
Mary Arundells halvbror, Sir Thomas Arundell fra Wardour Castle, menes at have arrangeret Marys første ægteskab med Robert Radcliffe, 1. jarl af Sussex, og samtidig at have indledt forhandlinger med Thomas Cromwell, der ønskede at gifte sin søn, Gregory, til Mary Arundells halvsøster Jane Arundell (d. 1577). Jane giftede sig ikke, på trods af forhandlingerne, men tjente i stedet som hofdame hos dronning Maria, inden hun vendte tilbage til Lanherne. .
Mary Arundell var tidligere kendt som værende blandt de veluddannede kvinder af sin tid, da hun var den formodede oversætter af kejser Severus' ord og handlinger og de udvalgte sætninger fra de syv vise mænd i Grækenland.  Men ifølge historikeren Grummitt, har disse formodninger vist sig at være ubegrundede; oversættelserne af klassiske tekster, der engang var tilskrevet hende, er i stedet børneøvelser skrevet af hendes stedatter Mary, den senere hertuginde af Norfolk.
Mary Arundell døde i London i oktober 1557, og blev begravet i St Clement Danes. En blykiste, der siges at indeholde hendes jordlige rester, blev fundet på Arundel Slot i 1847. Denne kiste er nu begravet under gulvet i Fitzalan kapellet på slottet.

## Ægteskaber og afkom
Mary Arundell giftede sig af to omgange. Kun ét af hendes ægteskaber producerede et overlevende barn: 
- Hendes første ægteskab fandt sted den 14. januar 1537, som tredje hustru, til Robert Radcliffe, 1. jarl af Sussex (d. 1542). Igennem ægteskabet blev Mary Arundell stedmor til Sussex' tre sønner og to døtre ved sine to tidligere ægteskaber. Hans første kone, som han giftede sig med kort efter 23. juli 1505, havde været Elizabeth Stafford (som var den ældste datter af Henry Stafford, 2. hertug af Buckingham med hans kone Katherine Woodville ), med hvem han havde tre sønner [12] Hans andet ægteskab, der fandt sted før 1. September 1532, var til Margaret Stanley (eneste datter [13] af Thomas Stanley, 2. jarl af Derby med hans kone Anne Hastings, som var datter af Edward Hastings, 2. baron Hastings), af dette ægteskab fik han to døtre. Mary Arundell fødte i dette ægteskab to sønner:
  - En førstefødt søn døbt den 22. marts 1538, der døde som spæd
  - Sir John Radcliffe (d. 1568)
- Hendes andet ægteskab fandt sted den 19. december 1545, som anden hustru, til Henry FitzAlan, 19. jarl af Arundel (d. 1580). Ægteskabet producerede ingen børn. Mary Arundell blev imidlertid stedmor til sin mands tre børn fra hans første ægteskab med Katherine Gray (ca. 1509-1542), som var den anden datter af Thomas Gray, 2. markist af Dorset (1477-1530) med hans anden hustru, Margaret Wotton.

## Eksterne links
- Arundell stamtavle, Cornwall Record Office med angivelse af Sir John Arundells to koner var Elizabeth Gray og Katherine Grenville